# Когнитивная нейробиология музыки
Когнитивная нейробиология музыки — это наука, изучающая связь активности головного мозга с психическими процессами, лежащими в основе восприятия, исполнения и сочинения музыки, а также нейрофизиологические основы эстетической и эмоциональной составляющих музыки.  
Когнитивная нейробиология музыки, наряду с такими дисциплинами, как когнитивное музыковедение, представляет собой важное направление в музыкальной психологии. Когнитивная нейробиология музыки, однако, отличается от когнитивного музыковедения как объектом изучения (непосредственно активность отделов головного мозга), так и применяемыми методиками: наиболее важными  для когнитивной нейробиологии музыки являются нейровизуализационные техники, такие как функциональная магнитно-резонансная томография, транскраниальная магнитная стимуляция, магнитоэнцефалография, электроэнцефалография и позитронно-эмиссионная томография.

## История
Когнитивная нейробиология музыки зародилась в 1990-х годах. Первое опубликованное исследование в этой области появилось в журнале Music Perception в 1988 году и принадлежало перу американского психолога Петра Янаты, возглавляющего сейчас нейрофизиологическую лабораторию Калифорнийского университета в Дэвисе. Оно было посвящено восприятию тонических трезвучий или гамм и определению звуков, к этим рядам не принадлежащих.
Современные когнитивные музыкальные нейробиологи ищут ответы на целый ряд вопросов:
1. Какие структуры в головном мозге активизируются при прослушивании, исполнении и сочинении музыки?
2. Какие части головного мозга отвечают за определение высоты звука, ритма и тональности?
3. Существуют ли отличия в строении головного мозга у профессиональных музыкантов?
4. Различается ли восприятие музыки на нейрофизиологическом уровне у мужчин и женщин?
5. Каковы нейробиологические основы внутреннего слуха – способности к ясному мысленному представлению отдельных звуков, мелодических и гармонических построений?
6. Каковы нейрофизиологические основы абсолютного слуха?
7. Каков нейрофизиологический механизм эмоционального воздействия музыки?
8. Каковы нейробиологические основы музыкальной памяти – способности запоминать высоту и последовательность звуков?
9. Каковы нейрофизиологические причины музыкально-специфических расстройств (таких как амузия – утрата способности понимать музыку, слуховая агнозия – нарушение распознавания звуков, звуковая аритмия – неспособность чувствовать ритм и т.д.)?

Ведущими современными исследователями данной области являются такие ученые как Дэниел Левитин (автор двух бестселлеров о когнитивной нейробиологии музыки This Is Your Brain on Music: The Science of a Human Obsession и The World in Six Songs: How the Musical Brain Created Human Nature), Ирэн Дельеж (глава Европейского общества когнитивного музыковедения), Диана Дойч, Нина Краус, Кэрол Л. Крумхансл (пионер в области исследований музыкального слуха), Оливер Сакс, Роджер Шепард.

## Нейрофизиологические основы восприятия, исполнения и сочинения музыки
Исследования показывают, что в головном мозге человека имеется несколько зон, ответственных за определение высоты звука, ритма и узнавание мелодий и звуковых рядов. Они сконцентрированы в первичной и вторичной (ассоциативной) слуховой коре височных долей больших полушарий головного мозга.
Исследование, проведенное в 2006 году группой ученых под руководством Браттико, продемонстрировало, что индивиды способны автоматически распознавать «аномалии» (например, фальшиво сыгранные ноты) в незнакомых мелодиях. При этом повышалась активность ассоциативной слуховой коры. Результаты данного исследования могут быть объяснены наличием механизма автоматического сравнения нашим мозгом поступающей информации с имеющимися у индивида представлениями о должных свойствах звукоряда.
Команда под руководством М.Дж. Трамо в 2001 году исследовала связь головного мозга со способностью к отбиванию ритма. Выяснилось, что при воспроизведении испытуемым заданного ритма активизировались зоны в лобной и теменной доле левого полушария, а также в правой части мозжечка. При этом чем сложнее был ритм, тем большая мозговая активность наблюдалась.
Задействованные при исполнении и восприятии музыки области головного мозга значительно отличаются у профессиональных музыкантов и у непрофессионалов. Проведенное сравнение показало, что у тех, кто занимается музыкой профессионально, больше серого вещества в зонах, связанных с моторной и соматосенсорной активностью. Исследования также показали, что профессиональные пианисты задействуют меньше нейронов при выполнении сложных движений пальцами, вероятно, благодаря имеющемуся у них большему ресурсу для долговременной моторной памяти.

## Исследования музыкального слуха
Когнитивная нейрофизиология в основном концентрируется на исследовании абсолютного музыкального слуха и внутреннего музыкального слуха. Абсолютный слух – это способность человека определять высоту музыкального звука, не прибегая к сравнению его с эталонными звуками, высота которых известна заведомо. С физиологической точки зрения, слуховая система обладателей абсолютного слуха не имеет каких-либо отличий от системы обычного человека. Однако проведенное в 1998 году исследование показало, что, при попытке опознать высоту звука, у лиц, не обладающих абсолютным слухом, активируются зоны головного мозга, ответственные за память. У обладателей абсолютного слуха подобного не происходит, из чего следует вывод, что им не нужно припоминать высоту знакомых звуков для определения высоты нового.

## Критика
Когнитивная нейробиология музыки, как и нейробиология вообще, подвергается критике в первую очередь в силу некоторой ограниченности используемых ей методик. Применяемые в нейробиологии техники позволяют лишь говорить об отсутствии или наличии активности в тех или иных зонах головного мозга, однако, существование корреляции с происходящими когнитивными процессами все ещё не доказано. Также критики нейробиологии указывают на то, что данные нейрофизиологических исследований крайне вариабельны не только в рамках одного эксперимента с несколькими испытуемыми, но и в рамках мета-анализа ряда исследований по теме.

## В массовой культуре
Когнитивной нейробиологии музыки посвящено несколько научно-популярных книг, доступных для понимания читателю-неспециалисту:
1. Книги американского когнитивного психолога и нейробиолога Дэниела Левитина "Это твой мозг в музыке: наука об одной из человеческих страстей" (This Is Your Brain on Music: The Science of a Human Obsession) и " Мир в шести песнях: как музыкальный мозг сотворил человеческую природу" (The World in Six Songs: How the Musical Brain Created Human Nature), простым языком рассказывающие о современных достижениях когнитивной нейробиологии музыки. Обе книги стали бестселлерами[14].
2. Книга британского нейробиолога Оливера Сакса "Музыкофилия: истории о музыке и мозге" (Musicophilia: Tales of Music and the Brain).

Также тема нейрофизиологии музыки поднимается в ряде документальных фильмов:
1. The Music Instinct: Science and Song (англ.) на сайте Internet Movie Database.
2. Второй эпизод документального сериала Beautiful Minds: The Psychology of the Savant  (2006)[15].
3. Четырехсерийный документальный фильм The Mysteries of the Brain от BBC (2010)[16].